# Diachlorus
Diachlorus is een vliegengeslacht uit de familie van de dazen (Tabanidae).

## Soorten
- D. ferrugatus (Fabricius, 1805)